# Битва під Краснобродом (1672)
Битва під Краснобродом сталася 5-6 жовтня 1672 року під час походу Собеського проти чамбулів у ході польсько-турецької війни 1672—1676.
5 жовтня великий коронний гетьман Ян Собеський вирушив із Красностава на Замостя, де стояв Правобережний гетьман Михайло Ханенко з 2 тис. козаків. По дорозі Собеський розіслав на всі боки кінні загони, які побили кілька невеликих татарських загонів. Незабаром посланий вперед до Замостя кур'єр приніс звістку, що Ханенко вирушив до Белзького воєводства. Одночасно прибув один із козацьких загонів, яким командував запорожець Завіша, з відомостями про татарські чамбули в околицях Красноброда. Попри сильний дощ та розгрузлі дороги, Собеський негайно вирушив опівночі у напрямі Красноброду.
По дорозі Собеський послав на Туробин і Звіринець корогву панцерних під командою поручника Прушковського. Цей загін розбив кілька груп татар, і розвідав ситуацію. Гетьман Собеський 6 жовтня вирішив, що після 52-кілометрового маршу не стане приймати нічний бій та вирішив почекати до світанку. Він боявся, що вночі більшість татар з чамбулу зможе вирватися й повідомити інші чамбули, позбавляючи тим самим Собеського переваги у елементі несподіванки. Виславши у розвідку своїх найкращих офіцерів включно зі стомленим Прушковським, з рештою сил він зупинився в районі села Поточок, Адама і Суховоля. Тим часом уночі на татар, що стояли у Красноброді, вдарив Ханенко, який всупереч тому, що доповів Собеському, не пішов до Белза, але також рушив на Красноброд. Татарський чамбул був розпорошений без великих втрат, але козаки гетьмана Дорошенка, що були разом із татарами, замкнулися в місцевій церкві. Ханенко не зміг змусити їх здатися, і наказав підпалити церкву.
Гетьман, почувши шум бою, негайно рушив всіма силами у напрямі Красноброду, куди дістався за пів години. Але Ханенка вже там не було: він не прилучився до Собеського, і пішов до Замостя. Військам Собеського залишилося лише добивати розбиті загони татар та збирати залишених татарами бранців із ясиру, який в числі 2500 людей відіслали до Замостя.